# Justin Thomas
Justin Thomas, född 29 april 1993, är en amerikansk professionell golfspelare och som spelar på den amerikanska PGA Touren. Thomas bröt igenom under 2016–2017 års säsong, då han vann fem PGA Tourtävlingar, inklusive PGA Championship samt blev vinnaren av FedEx Cup.
Thomas erhöll 2017 utmärkelserna PGA Player of the Year och PGA Tour Player of the Year för sina framgångar under säsongen. Efter segern i WGC-tävlingen i Memphis i augusti 2020 rankades Thomas som nummer ett i världen. I maj 2022 vann han majortävlingen PGA Championship för andra gången.

## Biografi

### Tidiga år
Thomas blev född och uppvuxen i Louisville, Kentucky. Han deltog i PGA Tourtävlingen Wyndham Championship i augusti 2009, där han klarade kvalgränsen. Thomas blev därigenom den tredje yngsta spelaren i historien att klara kvalgräsen i en PGA Tourtävling, han var då 16 år, 3 månader och 24 dagar gammal.
Thomas spelade golf vid University of Alabama, och vann 2012, under sitt första år på universitetet, Haskins Award, som tilldelas årets mest framstående collegespelare.

### Professionell karriär
Thomas blev proffs 2013 och erhöll spelrättigheter på Web.com Tour genom qualifying school. Han vann sin första professionella tävling på Web.com Touren under 2014 i Nationwide Children's Hospital Championship. Genom bra spel på Web.com Tour under 2014 års säsong, och med en femteplats som slutplacering under säsongen, samt en tredjeplats i slutspelen, erhöll Thomas spelrättigheter på PGA Touren för säsongen 2014–2015.
Under sin första säsong på PGA Touren hade Thomas sju top-10 placeringar, varav två fjärdeplaceringar i Quicken Loans National och Sanderson Farms Championship. Thomas slutade på en 32:a plats på säsongens FedEx Cup lista, och vann inte utmärkelsen Rookie of the Year, som gick till Daniel Berger.

### Säsongen 2016–2017
Thomas vann sin andra PGA Tour seger i oktober 2016, samtidigt som han lyckades försvara sin titel i CIMB Classic i Kuala Lumpur. Tre månader senare, i januari 2017, vann Thomas sin tredje PGA Tour titel i Hawaii, genom att vinna SBS Tournament of Champions.
Veckan efter, under Sony Open in Hawaii, blev Thomas den sjunde spelaren i historien på PGA Touren att spela 18 hål på 59 slag, och han blev även den yngsta spelaren i historien att göra den bedriften. Thomas följande ronder var 64-65-65 och han vann tävlingen med sju slag över tvåan Matsuyama.
Thomas startade golfrundan på hål tio, och gjorde två eaglar, åtta birdies samt en bogey:
| Hål   | 10 | 11 | 12 | 13 | 14 | 15 | 16 | 17 | 18 | Ut | 1 | 2 | 3 | 4 | 5 | 6 | 7 | 8 | 9 | In | Totalt |
| ----- | -- | -- | -- | -- | -- | -- | -- | -- | -- | -- | - | - | - | - | - | - | - | - | - | -- | ------ |
| Par   | 4  | 3  | 4  | 4  | 4  | 4  | 4  | 3  | 5  | 35 | 4 | 4 | 4 | 3 | 4 | 4 | 3 | 4 | 5 | 35 | 70     |
| Score | 2  | 4  | 4  | 3  | 3  | 4  | 3  | 2  | 4  | 29 | 3 | 3 | 4 | 2 | 4 | 4 | 3 | 4 | 3 | 30 | 59     |

Under den tredje rundan av US Open på Erin Hills tangerade Thomas det tidigare lägsta resultatet i en majortävling genom att avsluta med en eagle på det 18:e hålet för 63 slag. Erin Hills spelades dock som par 72, vilket innebär att 63 slag är -9 under par och således ett nytt rekord, då det tidigare rekordet på -8 under par sattes av Johnny Miller på Oakmont Country Club 1973. Under den fjärde ronden av US Open spelade Thomas i ledarboll tillsammans med Brian Harman. Thomas gick på 75 slag och slutade på delad 9:e plats.
I augusti vinner Thomas sin första majortävling. Han vann PGA Championship på Quail Hollow Club med två slag över Francesco Molinari, Louis Oosthuizen och Patrick Reed.
Thomas vann senare Dell Technologies Championship, och blev då den fjärde spelaren under 25 år att vinna fem gånger under samma PGA Toursäsong sedan 1960.
Efter en andraplats i The Tour Championship i Atlanta blev Thomas FedEx Cup segraren för 2016-2017 års PGA Toursäsong.

## Segrar

### PGA Tour
| No. | Datum        | Tävling                        | Resultat        | Mot par | Segermarginal | Runner(s)-up                                       |
| --- | ------------ | ------------------------------ | --------------- | ------- | ------------- | -------------------------------------------------- |
| 1   | Nov 1, 2015  | CIMB Classic                   | 68-61-67-66=262 | −26     | 1 slag        | Adam Scott                                         |
| 2   | Okt 23, 2016 | CIMB Classic (2)               | 64-66-71-64=265 | −23     | 3 slag        | Hideki Matsuyama                                   |
| 3   | Jan 8, 2017  | SBS Tournament of Champions    | 67-67-67-69=270 | −22     | 3 slag        | Hideki Matsuyama                                   |
| 4   | Jan 15, 2017 | Sony Open in Hawaii            | 59-64-65-65=253 | −27     | 7 slag        | Justin Rose                                        |
| 5   | Aug 13, 2017 | PGA Championship               | 73-66-69-68=276 | −8      | 2 slag        | Francesco Molinari, Louis Oosthuizen, Patrick Reed |
| 6   | Sep 4, 2017  | Dell Technologies Championship | 71-67-63-66=267 | −17     | 3 slag        | Jordan Spieth                                      |
| 7   | Okt 22, 2017 | CJ Cup                         | 63-74-70-72=279 | −9      | Särspel       | Marc Leishman                                      |
| 8   | Feb 25, 2018 | Honda Classic                  | 67-72-65-68=272 | -8      | Särspel       | Luke List                                          |

### Web.com Tour
| No. | Datum        | Tävling                                     | Resultat        | Mot par | Segermarginal | Runner-up      |
| --- | ------------ | ------------------------------------------- | --------------- | ------- | ------------- | -------------- |
| 1   | Sep 14, 2014 | Nationwide Children's Hospital Championship | 67-69-72-70=278 | −6      | Särspel       | Richard Sterne |

### Majorsegrar
| År   | Mästerskap       | Efter 54 hål | Resultat        | Mot par | Segermarginal | Golfbana          | Runners-up                                         |
| ---- | ---------------- | ------------ | --------------- | ------- | ------------- | ----------------- | -------------------------------------------------- |
| 2017 | PGA Championship | 2 slag bakom | 73-66-69-68=276 | -8      | 2 slag        | Quail Hollow Club | Francesco Molinari, Louis Oosthuizen, Patrick Reed |

## Lagtävlingar
Amatör
- Junior Ryder Cup: 2010
- Eisenhower Trophy: 2012
- Palmer Cup: 2012, 2013
- Walker Cup: 2013

Professionell
- Presidents Cup: 2017